# Stefan Golachowski
Stefan Golachowski (ur. 1913 w Nowym Sączu, zm. 1974 we Wrocławiu) – polski socjolog i geograf, wykładowca Uniwersytetu Wrocławskiego.

## Życiorys
Urodzony w 1913 r. w Nowym Sączu. W 1931 r. ukończył socjologię na Uniwersytecie Poznańskim. Współorganizował ONR w Poznaniu. Od 1947 r. pracował na Uniwersytecie Wrocławskim jako asystent (1947 r.), adiunkt (1954 r.), docent (1957 r.), zastępca profesora (1957 r.) i profesor nadzwyczajny (1966 r.). Początkowo zatrudniony w Katedrze Planowania Przestrzennego, a następnie w Katedrze Geografii Historycznej, w 1955 r. trafił do Katedry Geografii Ekonomicznej, a w 1957 r. zorganizował Katedrę Socjologii i kierował nią od 1958 r. Od 1962 r. był także kierownikiem Katedry Geografii Ekonomicznej, a w latach 1969–1974 kierował Zakładem Geografii Społecznej i Politycznej.
Członek Polskiej Akademii Nauk, zasiadał w składzie komitetów Badań Regionów Uprzemysławianych, Nauk Demograficznych, Nauk Geograficznych oraz Zagospodarowania Ziem Górskich. Należał do Komisji Geografii Stosowanej Międzynarodowej Unii Geograficznej, Towarzystwa Urbanistów Polskich, Wrocławskiego Towarzystwa Naukowego i Polskiego Towarzystwa Geograficznego. W latach 1946–1948 r. kierownik wrocławskiego oddziału Instytutu Śląskiego.
Był współpracownikiem UB. Pomagał w rozpracowywaniu środowiska Organizacji „Ojczyzna”. 
Autor 67 publikacji między innymi Studia nad miastami i wsiami śląskimi. Twórca wrocławskiej szkoły geografii społecznej i osadnictwa.
Zmarł w 1974 r. we Wrocławiu, pochowany na cmentarzu Grabiszyński we Wrocławiu.

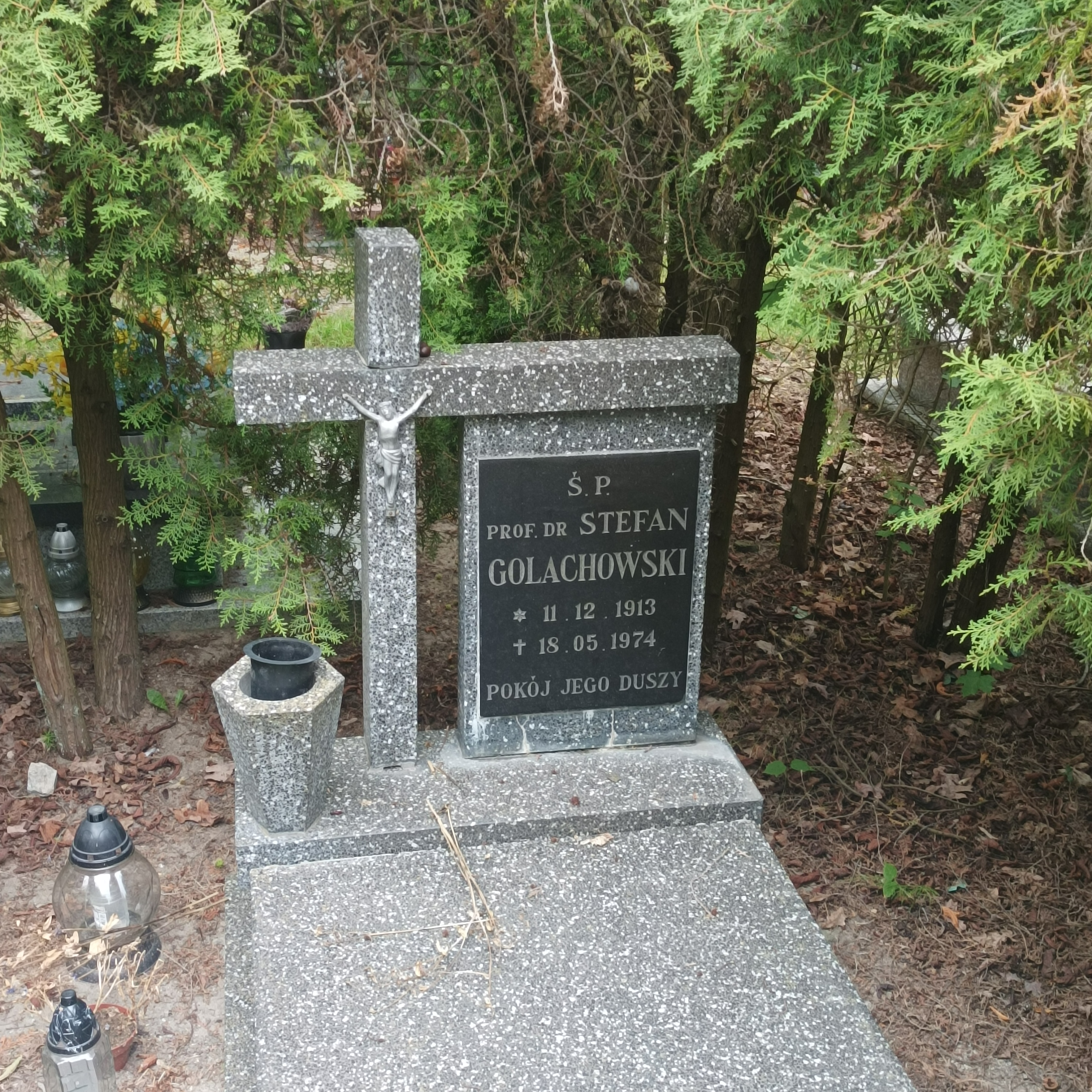
Grób prof. Stefana Golachowskiego na cmentarzu Grabiszyńskim

## Odznaczenia
- Odznaka 1000-lecia Państwa Polskiego (1968 r.)[1]
- Zasłużony Opolszczyźnie (1968 r.)[1]
- Złoty Krzyż Zasługi (1970 r.)[1]
- Krzyż Kawalerski Orderu Odrodzenia Polski (1973 r.)[1]